# Nils Wirén
Nils Fredrik Georg Wirén (folkbokförd Wiréen), född 13 juli 1936 i Borås, död 7 februari 1992 i Torslanda församling, var en svensk fotbolls- och handbollsspelare.

## Biografi
Wirén växte upp i Annedal i Göteborg. Han debuterade för Gais i fotbollsallsvenskan i september 1954, och spelade sammanlagt 29 matcher i allsvenskan (7 mål) för klubben fram till 1960. Wirén var en slitstark men också teknisk spelare, som även spelade i Gais handbollslag.
Senare spelade Wirén både handboll och fotboll för Redbergslids IK. Han blev svensk mästare i utomhushandboll med Redbergslid 1961. I Redbergslids inomhuslag spelade han dock inte, enligt Handbollsbokens spelarlistor. Däremot spelade han flera hundra matcher för klubbens fotbollslag och var senare även medlem av föreningens styrelse. Han tog initiativ till Redbergslids klubbstuga vid Ånäsfältet. Han spelade fotboll för Redbergslid åtminstone till 1967, och var dessutom med och tog upp Göteborgs IK i högsta serien i handboll 1966. Han spelade för klubben även säsongen 1966/1967, då de åkte ur högsta serien igen.
I det civila var Wirén bankkamrer.